# Aki Hamaji
Pour les articles homonymes, voir Hamaji.
はまじ あき (Hamaji Aki)
Œuvres principales
- Bocchi the Rock!

Aki Hamaji (はまじ あき, Hamaji Aki), aussi écrit Aki Hamazi, née le 17 novembre dans la préfecture japonaise de Miyazaki, est une mangaka. Active depuis 2013, elle est connue pour son manga Bocchi the Rock!.

## Biographie
Aki Hamaji est née un 17 novembre dans la préfecture de Miyazaki. En 2012, elle participe à la 71e édition des Shōgakukan Newcomer Comic Award et reçoit une mention honorable dans la catégorie Shōjo. L'année suivante, elle écrit son premier one-shot, Swan x Complex (スワン☆コンプレックス) sous le pseudonyme Chiaki Hayami (はやみ 知晶, Hayami Chiaki), et l'œuvre est publiée dans l'édition du printemps du magazine Ciao Deluxe (ja). Elle écrit plusieurs œuvres qui seront publiées chez Ciao Deluxe, mais décide de changer de genre, passant du shōjo manga au moe. Son premier manga moe est accepté dans le magazine Manga Time Kirara (en) de Hōbunsha en 2015. Son deuxième manga, Bocchi the Rock! est publié pour la première fois dans Manga Time Kirara en décembre 2017 et connaîtra une grande popularité,. Le premier volume est compilé par Hōbunsha en février 2019, et une série télévisée animée de douze épisodes est diffusée en octobre 2022. Bocchi the Rock! remporte notamment la 8e place aux Next Manga Awards de 2019.
Sa sœur est aussi une mangaka.

## Principales œuvres
- Kirari Books Meisōchū! (ja) (きらりブックス迷走中!, Kirari Bukkusu Meisōchū!?), sérialisé dans Manga Time Kirara, publié en deux volumes par Hōbunsha.
- (en cours) Bocchi the Rock! (ぼっち・ざ・ろっく!, Bocchi za Rokku!?), sérialisé dans Manga Time Kirara, six volumes publiés par Hōbunsha en date de 2023.